# 1511
1511 је била проста година.

## Рођења

### Јануар
- 30. јул — Ђорђо Вазари, италијански сликар и архитекта